# Les Essarts-Grandchamp
Les Essarts-Grandchamp est une ancienne commune de Seine-et-Marne. Créée en 1735, elle est supprimée en 1835 et partagée entre les communes de Jaignes et de Tancrou.

## Histoire

### Granchamp
Le prieuré de Grandchamp est fondé au XIe siècle par des moines dépendant de l'abbaye de Cluny. En 1417, ils achètent l'étang des Essarts à Jean X, évêque de Meaux, et l'assèchent pour en faire un lieu de pâture utilisé par les habitants des Essarts. Le prieuré est pillé et incendié en 1569 durant les guerres de Religion. Le monastère est abandonné en 1705, les derniers religieux rejoignant le collège de Cluny, et devient une ferme puis, en 1792, est vendu comme bien national.

### Les Essarts
Connue sous le nom de Capella de Essartis Episcopi en 1513, la paroisse est détachée de Chamigny en 1517. Nommée Les Essartz l'Evesque en 1566 puis, Les Essarts lez Grandchamp au XVIIe siècle, la paroisse est réunie à Granchamp en 1735,.

### Les Essarts-Grandchamp
Devenue une commune en 1793 sous le nom de Grandchamp les Essarts, elle s'appelle Les Essarts en 1801 et plus tard Les Essarts-Grandchamp. La commune fait partie du canton de Lizy puis de celui de Lizy-sur-Ourcq en 1801.
Le 22 mars 1835, par ordonnance royale, son territoire est partagé entre les communes de Jaignes et Tancrou. La partie sud de la commune comprenant Granchamp est rattachée à Jaignes, la partie nord comprenant Les Essarts étant pour sa part rattachée à Tancrou.

## Population
De 1793 à 1821, la population de la commune reste stable, allant de 143 à 140 habitants avec un pic à 163 habitants en 1800.